# Kynšperk nad Ohří
Pour les articles homonymes, voir Königsberg (homonymie).
Kynšperk nad Ohří (en allemand : Königsberg an der Eger) est une ville du district de Sokolov, dans la région de Karlovy Vary, en République tchèque. Sa population s'élevait à 4 496 habitants en 2024.

## Géographie
Kynšperk nad Ohří est arrosée par l'Ohře (en allemand : Eger), un affluent de l'Elbe, et se trouve à 12 km au sud-ouest de Sokolov, à 28 km au sud-ouest de Karlovy Vary et à 137 km à l’ouest de Prague.
La commune est limitée par Kaceřov et Chlum Svaté Maří au nord, par Dasnice, Šabina, Libavské Údolí et Březová à l'est, par Milíkov au sud, et par Tuřany, Odrava et Nebanice à l'ouest.

## Histoire
La première mention écrite de la localité date de 1232.
La ville comptait 3 849 habitants en 1890. Elle prit le nom tchèque de Kynšperk nad Ohří dans les années 1920. En 1930 la ville comptait 5 117 habitants, dont 4 956 Allemands des Sudètes. À l'issue des Accords de Munich (1938), elle fut annexée par l'Allemagne nazie, qui la renomma Königsberg ; jusqu'en 1945, elle était rattachée à l'arrondissement de Falkenau-an-der-Eger. En 1945, la population germanophone fut expulsée et la ville, de nouveau rattachée à la Tchécoslovaquie, si bien qu'en 1947 la population était retombée à 2 045 habitants.

## Galerie

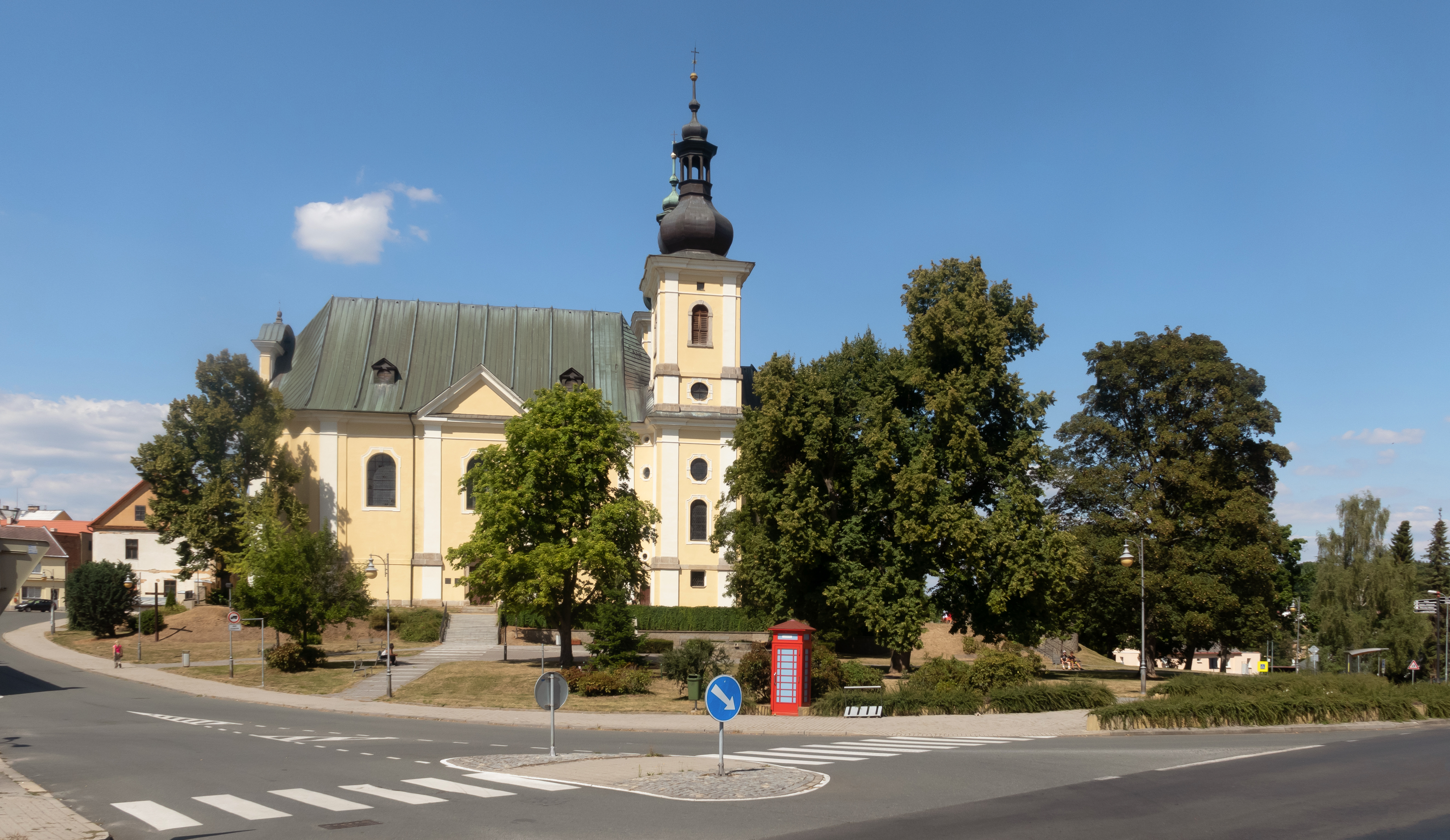
Église de l'Assomption.

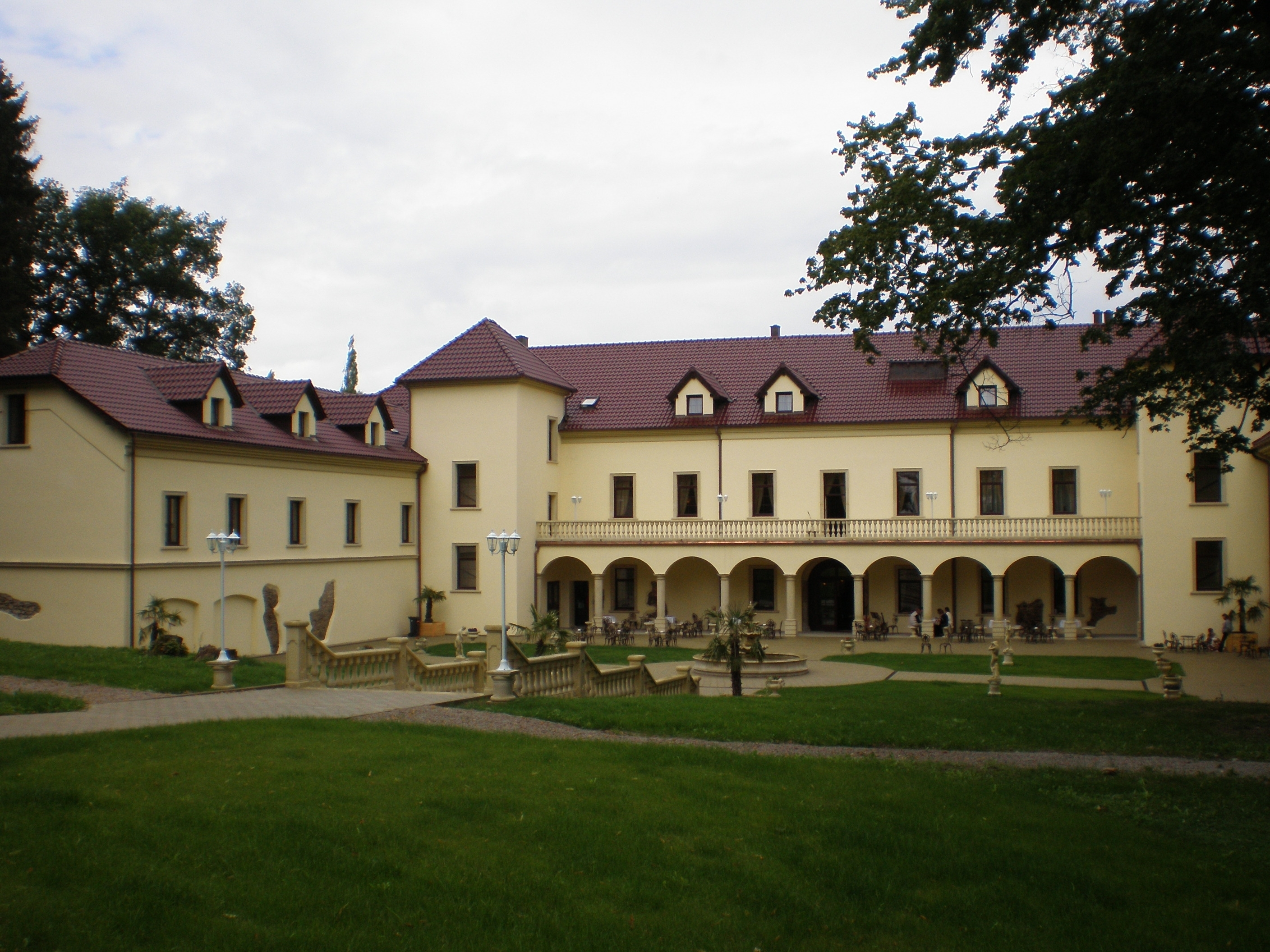
Château de Kamenný Dvůr.
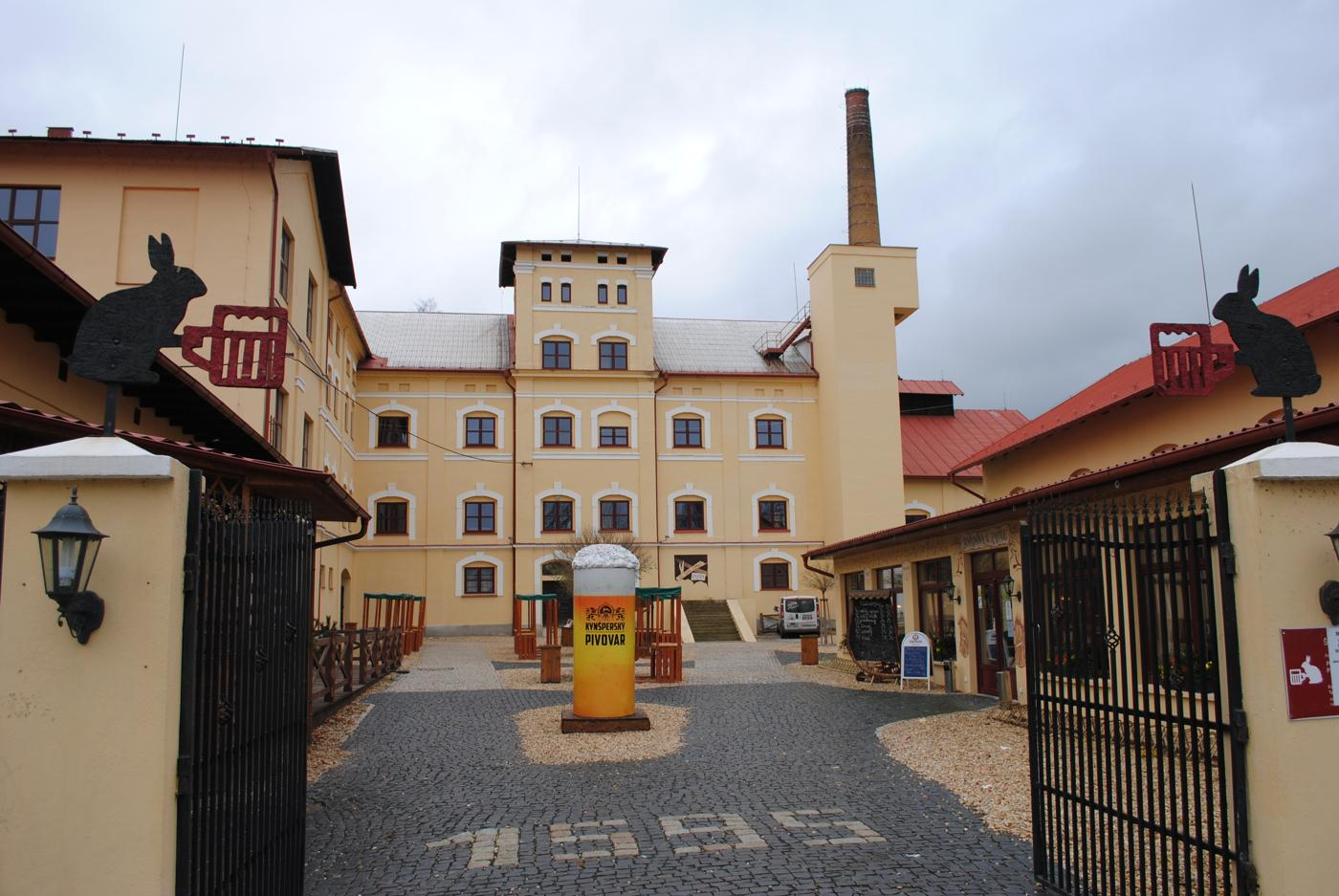
Brasserie de Kynšperk.

## Administration
La commune se compose de huit sections :
- Dolní Pochlovice
- Chotíkov
- Dvorečky
- Kamenný Dvůr
- Kynšperk nad Ohří
- Liboc
- Štědrá
- Zlatá

## Transports
Par la route, Kynšperk nad Ohří se trouve à 15 km de Sokolov, à 15,5 km de Cheb, à 32 km de Karlovy Vary et à 160 km de Prague.

## Jumelage
- Himmelkron (Allemagne)